# Dorothy Bryant
Dorothy Bryant, née en 1930 et morte le 21 décembre 2017, est une romancière, dramaturge, essayiste et écrivaine féministe américaine.
Elle est connue pour ses romans et pièces de théâtre mystiques, féministes et fantastiques qui traversent l'espace entre le monde réel et la psyché ou l'âme intérieure de son personnage. Elle reçoit un American Book Award en 1987, pour son roman Confessions of Madame Psyche. Elle lutte aussi pour l'inclusion des Afro-Américains et défend leurs droits civiques dans les années 1960.

## Biographie
Née à San Francisco en 1930, ses parents sont des émigrés italiens tous deux nés à Balangero, une ville industrielle près de Turin. Ils sont arrivés aux États-Unis lorsqu'ils étaient enfants. Dorothy Bryant est la première de sa famille à obtenir un diplôme universitaire et travaille comme enseignante jusqu'en 1976. Dans ce cadre, elle s'engage pour la défense des droits civiques en créant une section d'African-American studies au Contra Costa College (en) de San Pablo, en 1965, puis en participant à des manifestations. Elle commence à écrire des essais vers 1960 et publie, à partir de 1972, une douzaine de livres de fiction. Ses pièces sont jouées dans la région de la baie de San Francisco et en particulier à Berkeley. Elle meurt d'un cancer de l'estomac à l'âge de 87 ans.

## Critique et réception de son œuvre
Son deuxième livre The Kin of Ata Are Waiting for You est qualifié par l'autrice de La Couleur pourpre, Alice Walker, comme « l'un de [s]es livres préférés au monde ». C'est un des premiers livres fantastiques qui aborde la question de l'identité et du métissage. Le narrateur se réveille sur une île, nommée Ata, peuplée d'étranges métis, après un accident de voiture. Les îliens (ou Atans) ont en effet une apparence où se juxtapose des traits physiques de populations nordiques (cheveux blonds, yeux bleus), africaines (peau noire) et asiatiques (yeux bridés), si bien que le narrateur ne réussit pas à identifier leur origine ethnique.
Paru en 1987, Confessions of Madame Psyche relate les pérégrinations de Mi-Lei, une sino-américaine qui se fait passer pour une médium et parcourt le monde sous le nom de scène de Madame Psyche, après avoir prédit accidentellement le tremblement de terre de San Francisco de 1906. L'anticonformisme de l'héroïne et narratrice, en particulier son « attitude ouverte à l'égard du lesbianisme, du pacifisme et d'autres pratiques aurait consterné ses contemporains », si bien que sa sœur finit par la faire interner à l'Hôpital psychiatrique de Napa, au sujet duquel Dorothy Bryant décrit la « froide brutalité » des traitements infligés aux patients dans les années 1940 et 1950. Ce livre reçoit l'American Book Awards en 1987.
En 2009, elle reçoit le Fred Cody Lifetime Achievement Award, pour l'ensemble de son œuvre et sa contribution à la littérature américaine.

## Publications

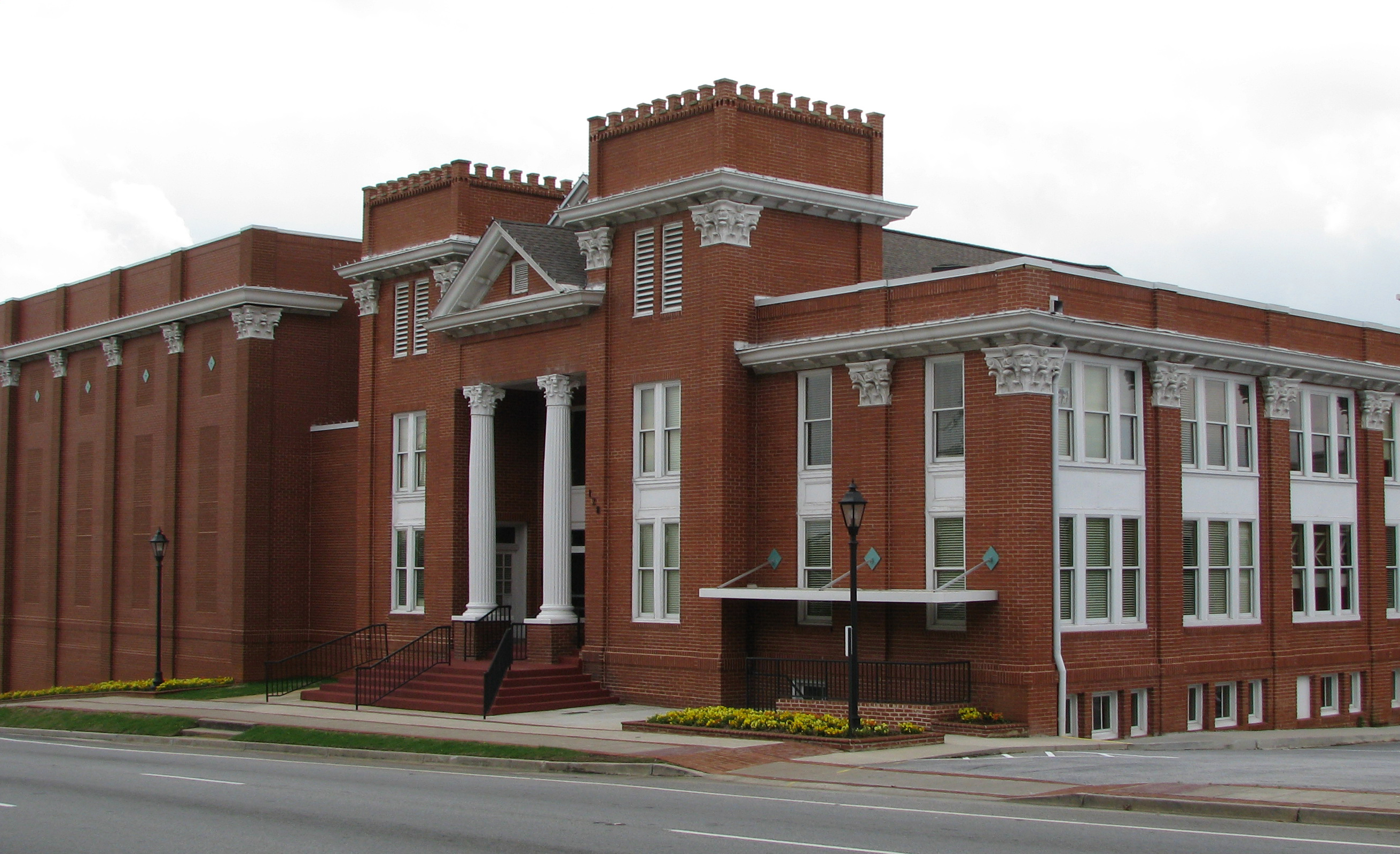
Le théâtre Aurora à Berkeley, dont Dorothy Bryant est l'une des fondatrices.

### Romans
- (en-US) Ella Price's Journal: A Novel, Lippincott, 1972, 277 p. (ISBN 0-397-00894-5, présentation en ligne)[8].
- (en-US) The Kin of Ata Are Waiting for You, Random House, 1976 (ISBN 0-679-77843-8)
- (en-US) Miss Giardino, Feminist Press, 1976 (ISBN 1-558-61174-6)
- (en-US) Dorothy Bryant et J.J. Willson (Postface), Confessions of Madame Psyche, Feminist Press, 1998, 3e éd. (1re éd. 1986) (ISBN 978-0-931-68814-0, présentation en ligne)
- (en-US) The Test, Feminist Press, 1991 (ISBN 1-558-61274-2, présentation en ligne)
- (en) Anita, Anita, Berkeley, Ata Books, 1994, 303 p. (ISBN 978-0931688171)

### Essais et articles (sélection)
- (en) Dorothy Bryant, « My Publisher/Myself », Frontiers: A Journal of Women Studies, vol. 4, no 1,‎ 1979, p. 35–39 (ISSN 0160-9009, DOI 10.2307/3346665, lire en ligne, consulté le 29 octobre 2023)
- (en-US) Writing a Novel: Some hints for beginners, Berckeley, Ata Books, 1978 (ISBN 978-0-931-68802-7, OCLC 1151793008, lire en ligne)

### Pièces de théâtre (sélection)
- Dear Masters, créée en 1991, relate les dialogues entre George Sand et Gustave Flaubert[9]
- The Panel, créée en 1996, une pièce de théâtre sur la philosophe française Simone Weil[10]
- Posing for Gaugin, créée en 1998 à Berckeley[11]